# Pinus aristata
Pinus aristata là một loài thực vật hạt trần trong họ Thông. Loài này được Engelm. miêu tả khoa học đầu tiên năm 1862.